# Сапата (Долж)
Сапата (рум. Săpata) насеље је у Румунији у округу Долж у општини Мачешу де Жос. Oпштина се налази на надморској висини од 32 m.

## Становништво
Према подацима из 2002. године у насељу је живело 449 становника, од којих су сви румунске националности.